# Duma (Naplouse)
Pour les articles homonymes, voir Duma.
Duma, en arabe : دوما, est un village du gouvernorat de Naplouse en Palestine, situé à 25 km au sud-est de Naplouse, au centre de la Cisjordanie.
Selon le recensement du bureau central palestinien des statistiques, la localité compte une population de 2 674 habitants en 2017.